# Ethyl-3-mercaptopropionat
Ethyl-3-mercaptopropionat ist eine chemische Verbindung aus den Gruppen der Ester und der Thiole.

## Eigenschaften

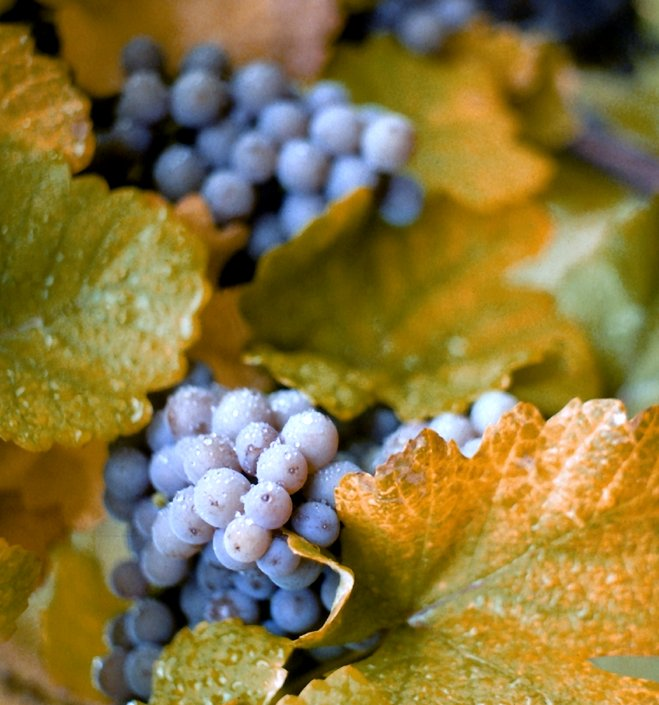
Vitis labrusca ‚Concord ‘

Ethyl-3-mercaptopropionat kommt natürlich in Vitis labrusca (Fuchsrebe) und Carica pubescens (Bergpapaya) vor. Es ist ein typischer Aromastoff aus Camembert- und Munster-Käsen. Daneben kommt es in Champagner vor und nimmt dort mit dem Alter zu. In geringen Konzentrationen hat es einen fruchtigen, trauben- und rhabarberartigen Geruch. Nach einer anderen Quelle hat es einen moschus- und fleischartigen Geruch.